# 列姆瓦河
列姆瓦河是俄羅斯的河流，屬於烏薩河的左支流，由科密共和國負責管轄，河道全長180公里，流域面積9,650平方公里，上游有多處急流和險灘。